# Dwór w Czernej
Dwór w Czernej – zabytkowy dwór wybudowany w  XIX w., w miejscowości Czerna - wsi w województwie dolnośląskim, w powiecie głogowskim, w gminie Żukowice, na lewym brzegu rzeki Odry.

## Historia
Zabytek, obecnie budynek biurowy na folwarku, jest częścią zespołu pałacowego, w skład którego wchodzą jeszcze:  renesansowy pałac-zamek z około 1558 r., spichrz na folwarku z XIX w., park krajobrazowy w stylu angielskim w pobliżu Odry.